# ستودن کلادنتس (روستا)
ستودن کلادنتس (به بلغاری: Studen Kladenets) یک منطقهٔ مسکونی در بلغارستان است که در شهرستان کروموفگراد واقع شده‌است.